# Walnut Creek
Walnut Creek är en förort två mil öster om Oakland i Contra Costa County i östra delarna av San Francisco Bay Area, Kalifornien, USA. Området har 64 300 invånare (2000) och en yta på  51,6 km². Orten ligger delvis i dalgångarna San Ramon Valley och Ygnacio Valley nedanför Mount Diablos västra sluttningar.
Förorten har genom sitt läge i centrala Contra Costa County blivit ett centrum för företagande och underhållning. Området genomkorsas av motorvägarna Interstate 680 mellan Sacramento/San Jose och Highway 24 in mot Oakland/San Francisco.

## Kända personer
- Gitarristen Kyle Gass föddes här 1961.
- Basebollspelaren Randy Johnson föddes här 1963.
- Basketspelare Sabrina Ionescu föddes här 1997.